# Randall Amplifiers
Randall Amplifiers — американская частная компания, производитель гитарных усилителей, гитарных эффектов, громкоговорителей. Главный офис расположен в штате Иллинойс. Входит в группу компаний U.S. Music Corporation. Продукция компании Randall Amplifiers используется такими известными музыкальными группами, как Pantera, Metallica, King's X, Anthrax, Arch Enemy, Fear Factory.

## История
Randall Amplifiers была основана в 1970 году Доном Рэндаллом (англ. Don Randall), который всю свою жизнь был энтузиастом по радио- и аудио-усилителям. 
Рэндалл продал компанию в 1987 году. В середине 1990-х её купила US Music Corporation.
В 2011 году бренд Randall был снова продан, на этот раз компании JAM Industries, а знаменитый инженер по металлическим усилителям Майк Фортин был привлечен, чтобы возглавить бренд в новую эру, включая создание фирменных усилителей для двух крупнейших сторонников бренда — Хэммета и Иэна.